# 50 карбованців «500-річчя Російської держави (Успенський собор)»
500-річчя Російської держави (Успенський собор) (рос. 500-летие Российского государства (Успенский собор)) — золота ювілейна монета СРСР вартістю 50 карбованців, випущена 31 серпня 1989 року. 

## Тематика
Успенський собор Московського Кремля — православний храм, розташований на Соборній площі Московського Кремля, Патріарший кафедральний собор Патріарха Московського і всієї Русі (з 1991 року). Споруджений в 1475-1479 роках під керівництвом італійського зодчого Аристотеля Фіораванті. Головний храм Російської держави. Найстаріша повністю збережена будівля Москви.

## Історія
Починаючи з 1988 року, в СРСР проводилося карбування ювілейних і пам'ятних золотих монет номіналом 50 карбованців, присвячених різним подіям. Ці монети в обіг не надходили і йшли в основному на експорт. Ювілейні та пам'ятні монети приймалися в будь-якому магазині за номінальною вартістю.
У 1989—1991 роках було випущено серію монет «500-річчя Російської держави» з якістю пруф — 6 срібних монет номіналом у 3 карбованці, 3 паладієвих монет номіналом 25 карбованців, 3 монети номіналом 50 карбованців і 3 монети номіналом 100 карбованців у золоті, а також 3 монети номіналом 150 карбованців у платині. Монети було присвячено історичним подіям, регаліям, пам'ятникам, культурним і політичним діячам, тісно пов'язаних з історією Росії.

Монети карбувалися на Московському монетному дворі (ММД).

## Опис та характеристики монети
| Номінал крб. | Метал  | Проба | Маса (гр) | Діаметр (мм) | Товщина (мм) | Гурт                    | Тираж штук    |
| ------------ | ------ | ----- | --------- | ------------ | ------------ | ----------------------- | ------------- |
| 50           | золото | 900   | 8.75      | 22,6         | 1.7          | рубчастий (200 рифлень) | 25,000 (пруф) |

### Аверс
Зверху герб СРСР з 15 витками стрічки, під ним літери «СССР», нижче ліворуч і праворуч риса, під рискою зліва хімічне позначення «Au» і проба «900» металу з якого зроблена монета, під ними чиста вага дорогоцінного металу «7,78», під рискою праворуч монограма монетного двору «ММД», нижче позначення номіналу монети цифра «50» і нижче слово «РУБЛЕЙ», знизу у канта рік випуску монети «1989».

### Реверс
Ліворуч, зверху і праворуч уздовж канта монети слова «500-ЛЕТИЕ ЕДИНОГО РУССКОГО ГОСУДАРСТВА», в середині вид зверху на Успенський собор у Москві, знизу уздовж канта слова розділені крапкою «УСПЕНСКИЙ СОБОР» і «МОСКВА».

### Гурт
Рубчастий (200 рифлень).

## Автори
- Художник: А. А. Колодкін
- Скульптор: А. А. Новічков